# Kungsportsavenyn
Kungsportsavenyn (avenue de la Porte royale) est la rue principale de la ville de Göteborg, plus couramment appelée Avenyn (l'Avenue). Commençant au Kungportsbron (Pont de la Porte royale), où s'arrêtait le vieux Göteborg fondé au XVIIe siècle, cette large rue, où circulent les trams en bleu et blanc de Göteborg, traverse les quartiers de Lorensberg (XIXe et XXe siècles) jusqu'à la place Göta (Götaplatsen).
On y trouve des commerces, des restaurants, des clubs de nuit.

## Images de l'avenue de la Porte royale

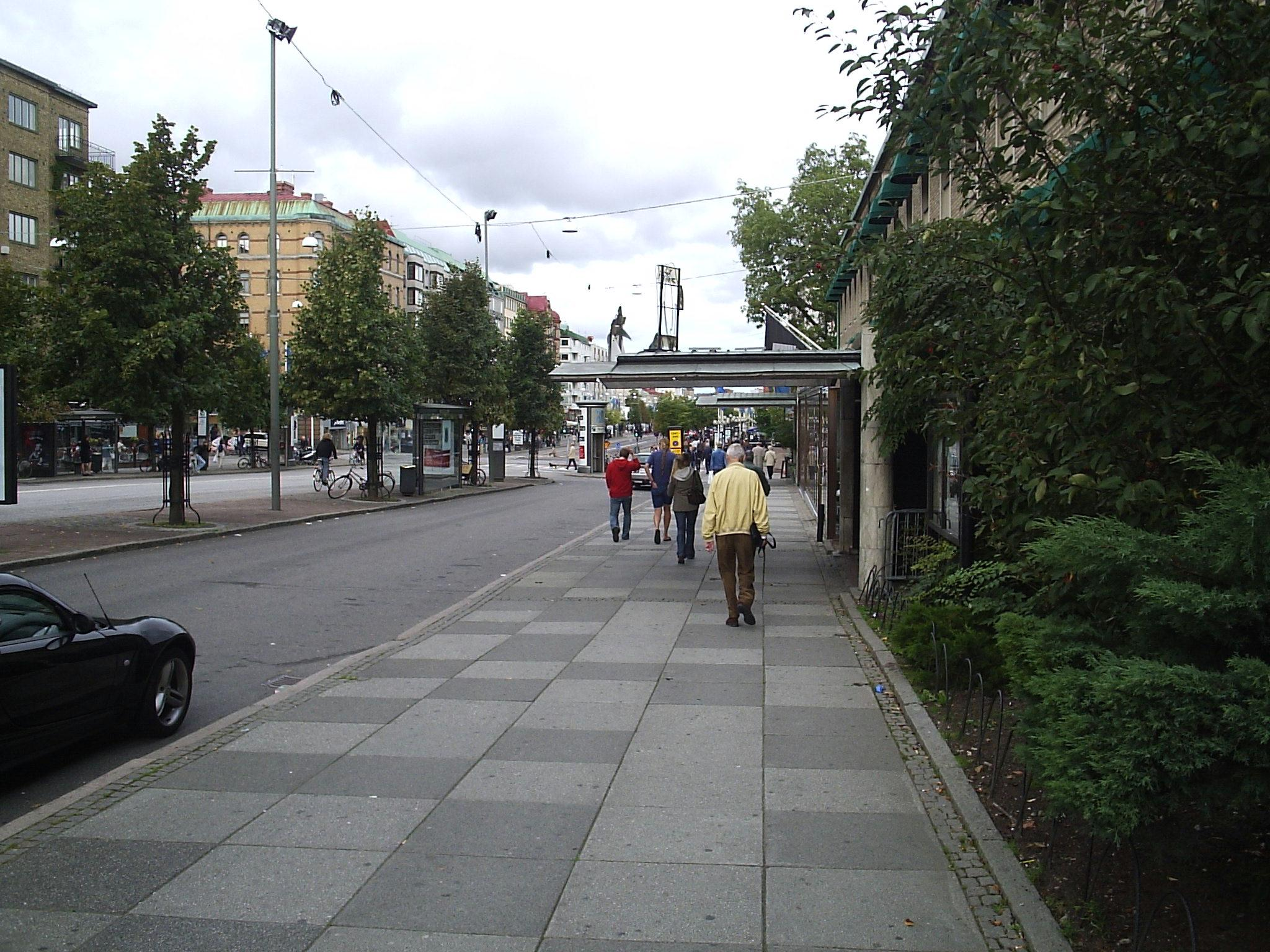
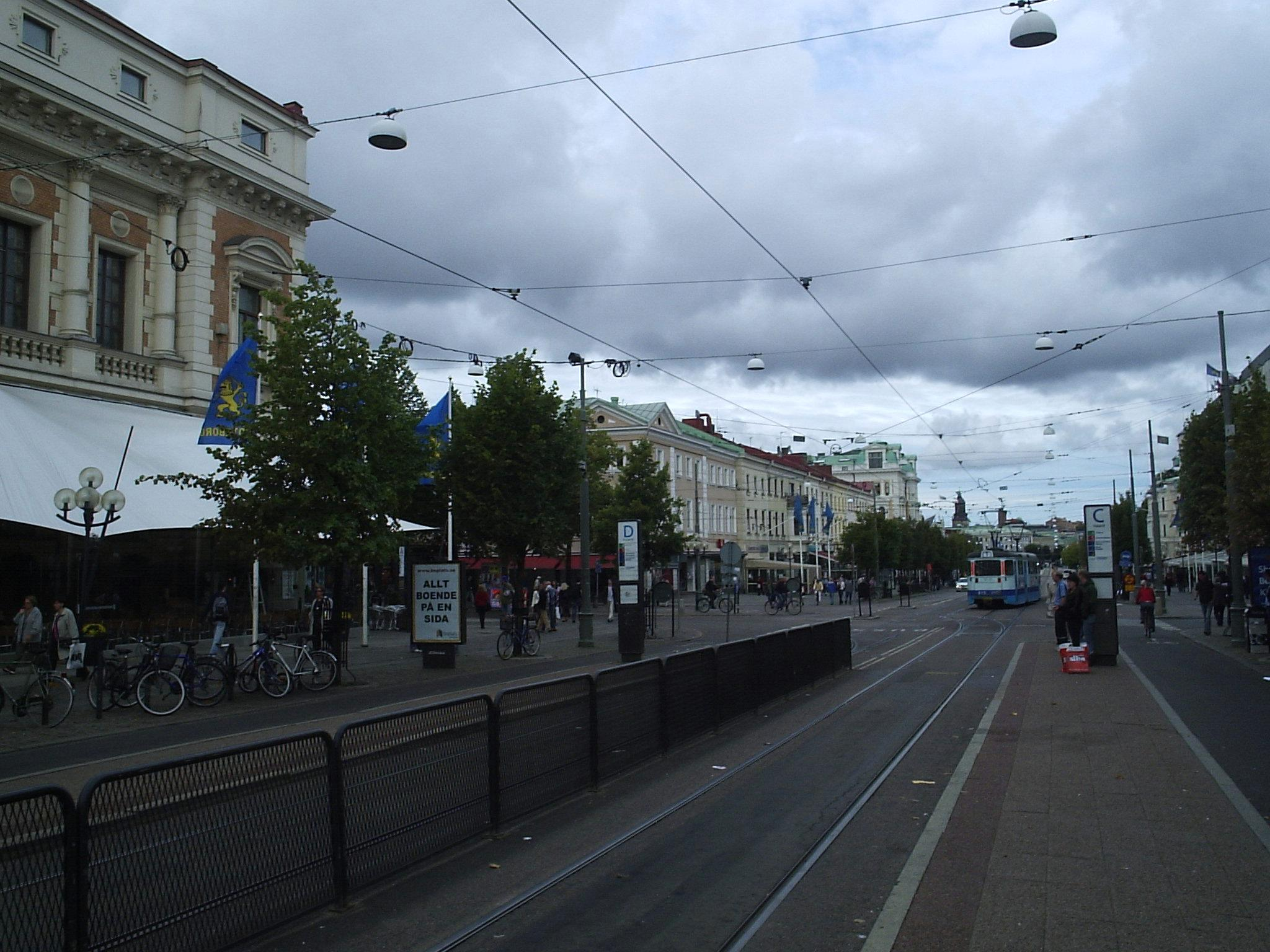
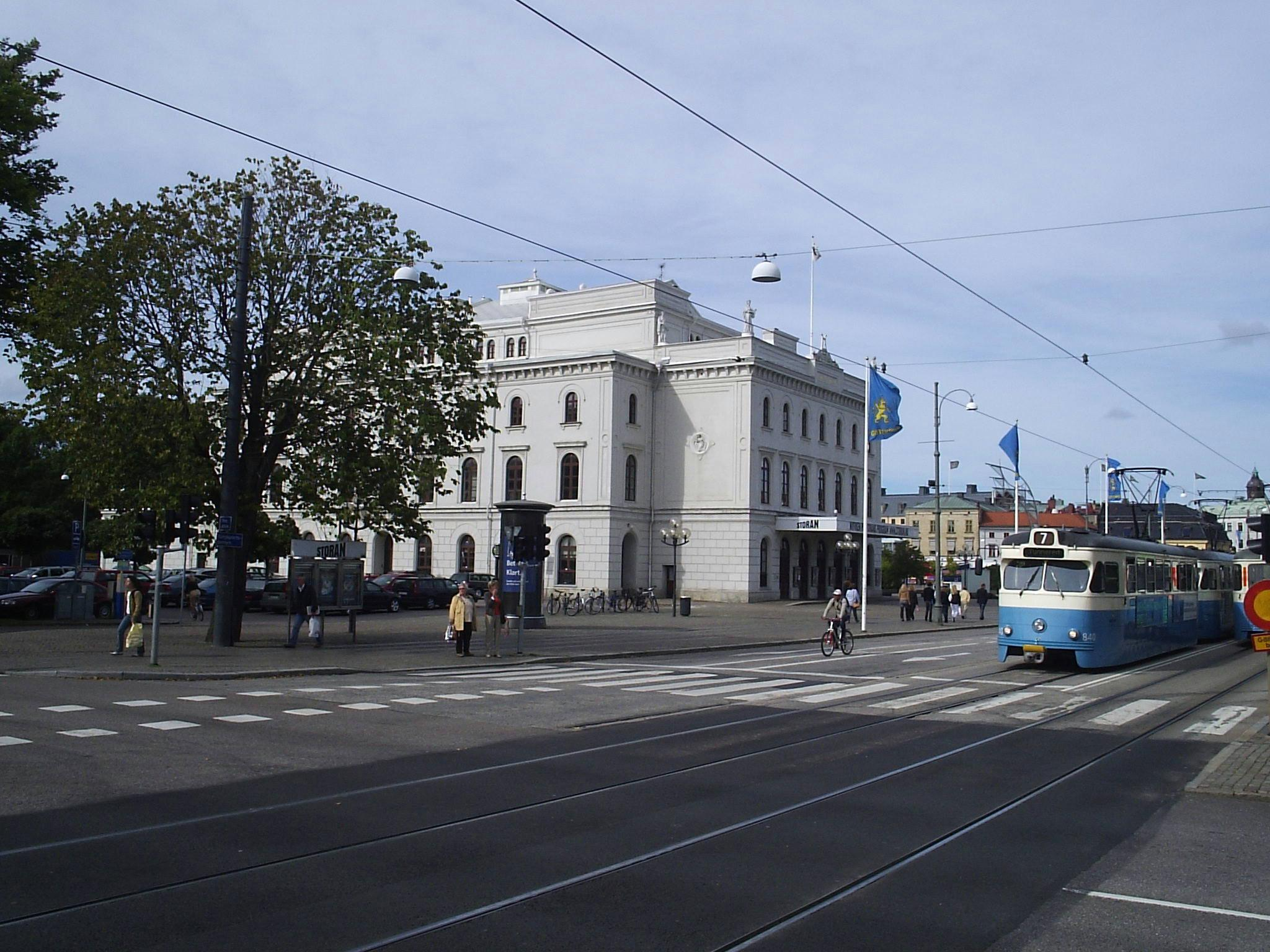
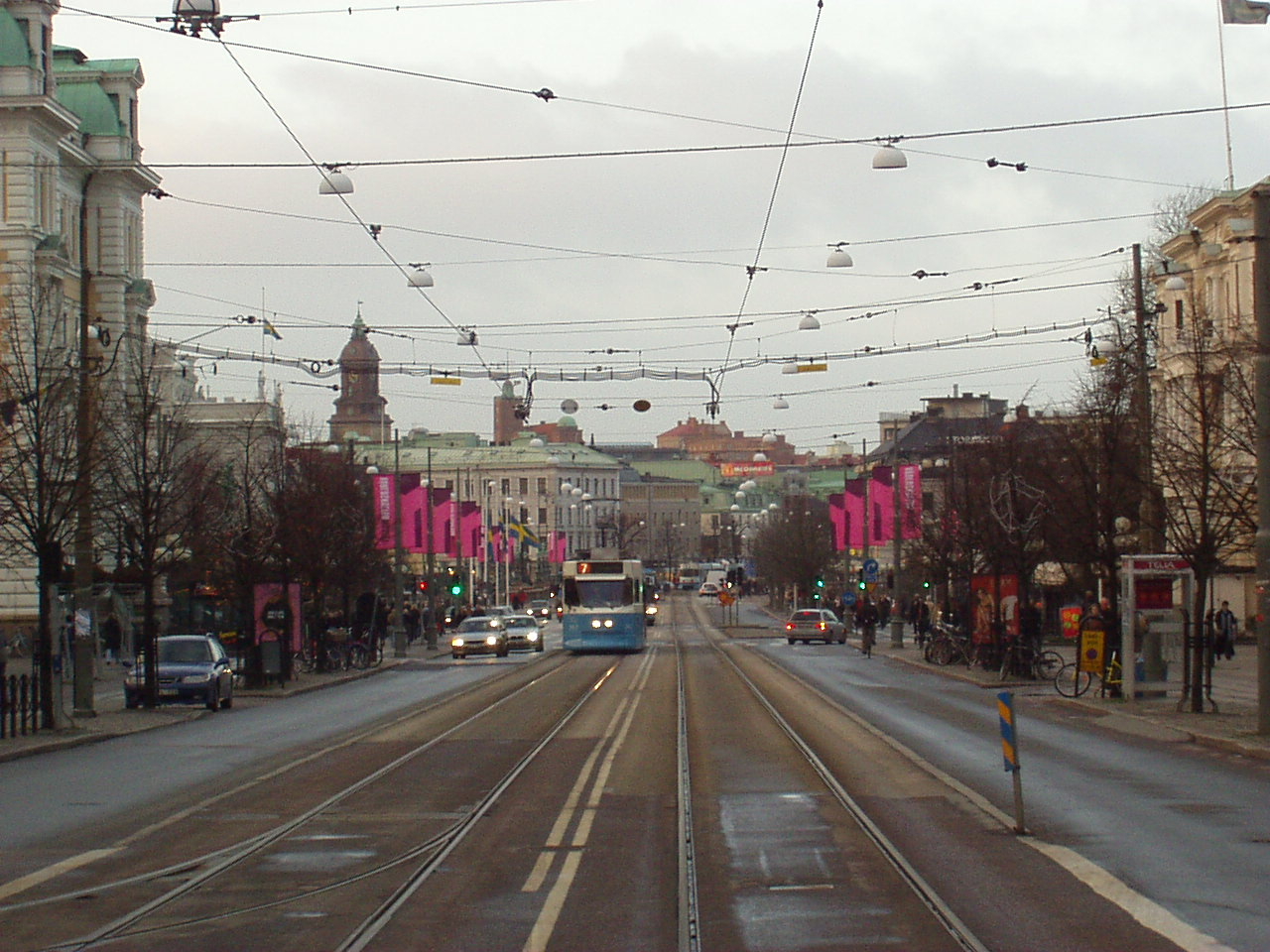
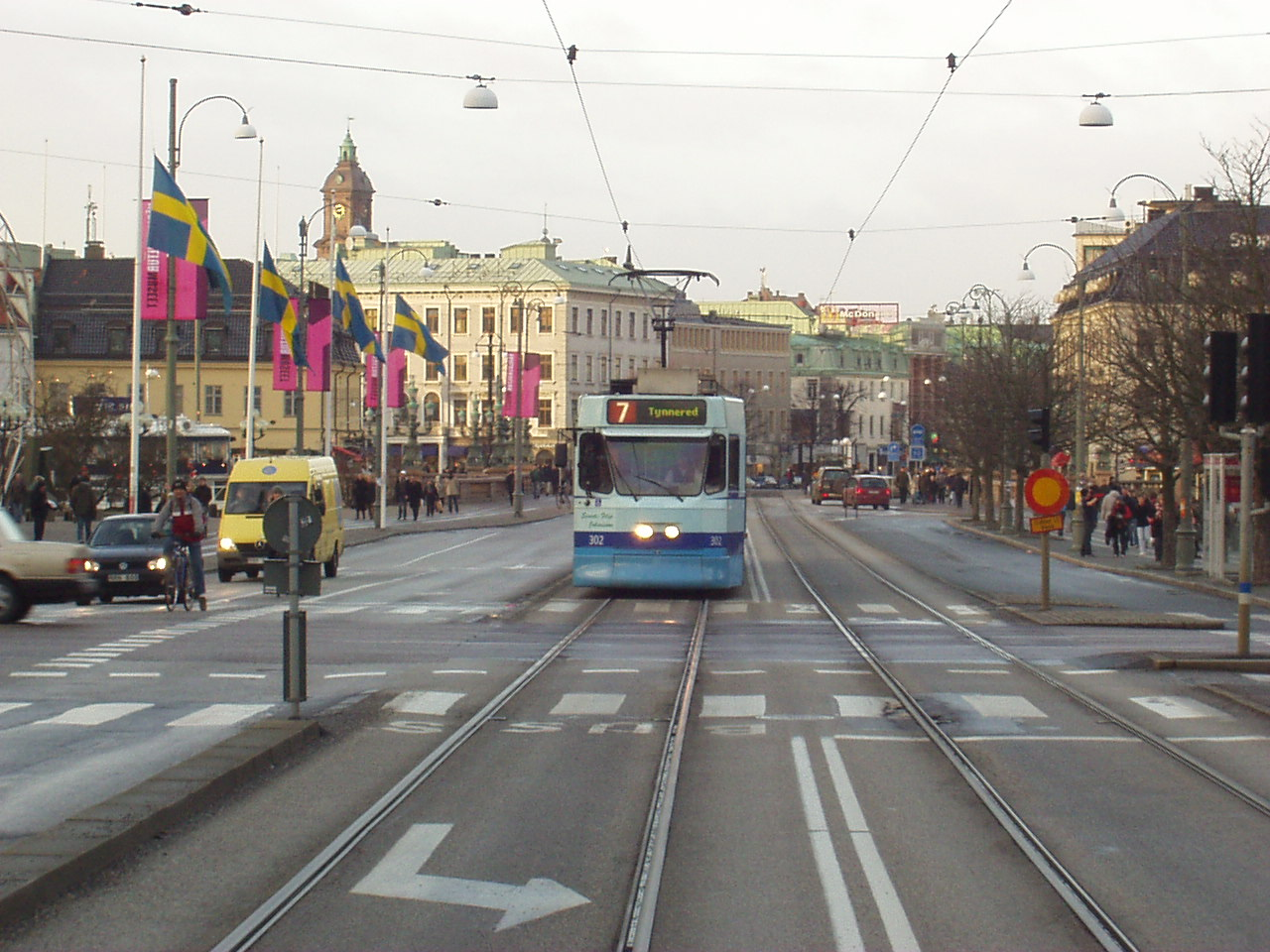